# Serge Leroueil
Serge Leroueil (* 11. Juli 1948) ist ein kanadischer Bauingenieur und Geotechniker. Er ist Professor an der Universität Laval in Quebec.
Leroueil wurde 1977 an der Universität Laval promoviert (Quelques considerations sur le comportement des argiles sensibles).
Er befasst sich unter anderem mit geotechnischen Problemen bei Dämmen auf weichem Ton als Baugrund und Stabilität von Böschungen insbesondere in Bezug auf die rutschempfindlichen sensitiven marinen Tone, die in Kanada, Alaska, Russland und Skandinavien verbreitet sind aufgrund von Landhebungen nach der Eiszeit und dort ein Haupt-Baugrundrisiko darstellen. Außerdem untersucht er grundlegende rheologische und bodenmechanische Eigenschaften solcher und anderer Böden einschließlich Triaxialtests und Modellbildung im Computer mit der Methode diskreter Elemente.
1999 war er Rankine Lecturer (Natural slopes and cuts: movement and failure mechanisms). 2004 wurde er in die Academy of Science der Royal Society of Canada gewählt.

## Schriften
- mit  Jean-Pierre Magnan, François Tavenas: Embankments on soft clays, Ellis Horwood 1990
- Herausgeber mit Jean-Sébastien L’Heureux, Ariane Locat, Denis Demers, Jacques Locat: Landslides in Sensitive Clays: From Geosciences to Risk Management, (Advances in Natural and Technological Hazards Research), Springer Verlag 2014
- Herausgeber mit Luciano Picarelli: Understanding landslides through case histories, Taylor and Francis, 2013
- mit F. Tavenas, P. La Rochelle, M. Roy: Creep behaviour of an undisturbed lightly overconsolidated clay, Canadian Geotechnical Journal, Band 15, 1978, S. 402–423
- mit F. Tavenas, P. Leblond, P. Jean: Permeability of natural clays, Teil 1,2, Canadian Geotechnical Journal, Band 20, 1983, S. 629–644, 645–660
- mit M. Kabbaj, F. Tavenas, R. Bouchard Stress–strain–strain rate relation for the compressibility of sensitive natural clays, Geotechnique, Band 35, 1985, S. 159–180, Abstract